# Liste der Monuments historiques in Courtefontaine (Doubs)
Die Liste der Monuments historiques in Courtefontaine führt die Monuments historiques in der französischen Gemeinde Courtefontaine auf.

## Liste der Objekte
| Bezeichnung | Beschreibung          | Standort                        | Kennzeichnung | Schutzstatus | Datum | Bild |
| ----------- | --------------------- | ------------------------------- | ------------- | ------------ | ----- | ---- |
| Glocke      | Bronze, 1692 gegossen | in der Kirche St-Laurent (Lage) | PM25000591    | Classé       | 1942  |      |